# Halowe Mistrzostwa Świata w Lekkoatletyce 2003 – bieg na 200 m kobiet
Bieg na 200 m kobiet – jedna z konkurencji rozgrywanych podczas halowych mistrzostw świata w lekkoatletyce w 2003. Eliminacje i półfinały odbyły się 14 marca, a finał został rozegrany 15 marca.
Do eliminacji zgłoszonych zostało 21 zawodniczek z 16 państw.
Zawody w tej konkurencji wygrała reprezentantka Francji Muriel Hurtis. Drugą pozycję zajęła zawodniczka z Rosji Anastasija Kapaczinska, trzecią zaś reprezentująca Jamajkę Juliet Campbell.
Amerykańskiej sprinterce Michelle Collins anulowano wyniki, jak również został jej odebrany złoty medal po tym, jak udowodniono u niej stosowanie dopingu.

## Wyniki

### Eliminacje
Źródło: 
Bieg 1
| Miejsce | Zawodniczka     | Państwo         | Wynik | Uwagi |
| ------- | --------------- | --------------- | ----- | ----- |
| 1.      | Muriel Hurtis   | Francja         | 22,75 |       |
| 2.      | Amy Spencer     | Wielka Brytania | 23,59 |       |
| 3.      | Daniela Graglia | Włochy          | 23,66 |       |

Bieg 2
| Miejsce | Zawodniczka            | Państwo  | Wynik | Uwagi |
| ------- | ---------------------- | -------- | ----- | ----- |
| 1.      | Anastasija Kapaczinska | Rosja    | 22,80 |       |
| 2.      | Maryna Majdanowa       | Ukraina  | 23,30 | PB    |
| –       | Alenka Bikar           | Słowenia | DSQ   |       |

Bieg 3
| Miejsce | Zawodniczka                 | Państwo           | Wynik | Uwagi |
| ------- | --------------------------- | ----------------- | ----- | ----- |
| 1.      | Cydonie Mothersille         | Kajmany           | 23,16 |       |
| 2.      | Allyson Felix               | Stany Zjednoczone | 23,36 |       |
| 3.      | Ołena Pastuszenko-Syniawina | Ukraina           | 23,80 |       |
| –       | Mary Onyali-Omagbemi        | Nigeria           | DSQ   |       |

Bieg 4
| Miejsce | Zawodniczka          | Państwo  | Wynik | Uwagi |
| ------- | -------------------- | -------- | ----- | ----- |
| 1.      | Natalla Safronnikawa | Białoruś | 23,26 |       |
| 2.      | Manuela Levorato     | Włochy   | 23,46 |       |
| 3.      | Lucia Ivanová        | Słowacja | 23,47 | NR    |
| –       | Gretta Taslakian     | Liban    | DSQ   |       |

Bieg 5
| Miejsce | Zawodniczka     | Państwo | Wynik | Uwagi |
| ------- | --------------- | ------- | ----- | ----- |
| 1.      | Juliet Campbell | Jamajka | 23,12 |       |
| 2.      | Julija Tabakowa | Rosja   | 23,58 |       |
| 3.      | Céline Pace     | Malta   | 25,93 |       |
| –       | Roxana Díaz     | Kuba    | DSQ   |       |

Bieg 6
| Miejsce | Zawodniczka      | Państwo           | Wynik | Uwagi |
| ------- | ---------------- | ----------------- | ----- | ----- |
| 1.      | Ciara Sheehy     | Irlandia          | 23,46 |       |
| 2.      | Solen Désert     | Francja           | 23,82 |       |
| –       | Michelle Collins | Stany Zjednoczone | 23,01 |       |

### Półfinały
Źródło: 
Bieg 1
| Miejsce | Zawodniczka          | Państwo  | Wynik | Uwagi |
| ------- | -------------------- | -------- | ----- | ----- |
| 1.      | Muriel Hurtis        | Francja  | 22,49 | WL    |
| 2.      | Natalla Safronnikawa | Białoruś | 22,91 | NR    |
| 3.      | Maryna Majdanowa     | Ukraina  | 23,26 | PB    |
| 4.      | Julija Tabakowa      | Rosja    | 23,64 |       |

Bieg 2
| Miejsce | Zawodniczka      | Państwo           | Wynik | Uwagi |
| ------- | ---------------- | ----------------- | ----- | ----- |
| 1.      | Juliet Campbell  | Jamajka           | 22,84 | SB    |
| 2.      | Ciara Sheehy     | Irlandia          | 23,23 |       |
| 3.      | Manuela Levorato | Włochy            | 23,52 |       |
| –       | Michelle Collins | Stany Zjednoczone | 22,31 |       |

Bieg 3
| Miejsce | Zawodniczka            | Państwo           | Wynik | Uwagi |
| ------- | ---------------------- | ----------------- | ----- | ----- |
| 1.      | Anastasija Kapaczinska | Rosja             | 22,76 |       |
| 2.      | Cydonie Mothersille    | Kajmany           | 22,85 |       |
| 3.      | Allyson Felix          | Stany Zjednoczone | 23,29 |       |
| 4.      | Amy Spencer            | Wielka Brytania   | 23,73 |       |

### Finał
Źródło: 
| Miejsce | Zawodniczka            | Państwo           | Wynik | Uwagi |
| ------- | ---------------------- | ----------------- | ----- | ----- |
| 01 !    | Muriel Hurtis          | Francja           | 22,54 |       |
| 02 !    | Anastasija Kapaczinska | Rosja             | 22,80 |       |
| 03 !    | Juliet Campbell        | Jamajka           | 22,81 | SB    |
| 4.      | Cydonie Mothersille    | Kajmany           | 23,18 |       |
| 5.      | Natalla Safronnikawa   | Białoruś          | 23,61 |       |
| –       | Michelle Collins       | Stany Zjednoczone | 22,18 |       |